# Clodia de civibus romanis interemptis
Clodia de civibus romanis interemptis, va ser una llei de l'antiga Roma proposada per Publi Clodi Pulcre que deia: "qui civem Romanum indemnatum interemisset ei aqua et igni interdiceretur", (que fos imposada la interdicció de l'aigua i del foc a tot aquell que hagués fet executar un ciutadà sense sentència en ferm). Aquesta llei va permetre llançar l'interdicte contra Ciceró que el va condemnar a l'exili.